# Hare Hare Yukai
Hare Hare Yukai (ハレ晴レユカイ) ist ein im Jahr 2006 in Japan veröffentlichtes Lied, das in der Abspannsequenz der Anime-Fernsehserie Die Melancholie der Haruhi Suzumiya Verwendung fand.
Gesungen wurde das Lied von den Synchronsprecherinnen Aya Hirano, Minori Chihara und Yūko Gotō in ihren jeweiligen Rollen der titelgebenden Haruhi Suzumiya, der Yuki Nagato bzw. der Mikuru Asahina.
Eine Herausgabe des Liedes auf physischer Ebene erfolgte am 10. Mai 2006 durch das japanische Medienunternehmen Lantis. Die Single erreichte in Japan Platz fünf und konnte sich knapp zwei Jahre lang dort behaupten. Zwischenzeitlich wurde das Lied mit je 100.000 verkauften physischen bzw. digitalen Einheiten von der Recording Industry Association of Japan mit einer Goldenen Schallplatte im Tonträger- und im Download-Segment ausgezeichnet.
In Japan und in der internationalen Animeszene erregte das Lied aufgrund eines gezeigten Tanzes in der Endsequenz der Animeserie Die Melancholie der Haruhi Suzumiya Bekanntheit, der als „Haruhi-Tanz“ bekannt wurde und viele Nachahmer fand.

## Hintergrund und Veröffentlichung
Geschrieben wurde das Lied Hare Hare Yukai vom japanischen Sänger Aki Hata, während Tomokazu Tashiro für die Komposition und Takahiro Ando für das Arrangement verantwortlich zeigten. Gesungen wurde es von den Synchronsprecherinnen Aya Hirano, Minori Chihara und Yukō Gotō in ihren jeweiligen Rollen der Haruhi Suzumiya, der Yuki Nagato und der Mikuru Asahina.
Eine physische Single-Veröffentlichung des Liedes mit dem Lied Welcome Unknown als B-Seite erfolgte am 10. Mai 2006 durch das japanische Medienunternehmen Lantis. Welcome Unknown ist ebenfalls ein musikalisches Werk aus dem Haruhi-Franchise und war im Abspann der Promo-Radiosendung The Melancholy of Haruhi Suzumiya: SOS Brigade Radio Division zu hören. Im Zuge der Ausstrahlung der Anime-Serie brachte Lantis eine Character-Song-CD-Reihe zu den Charakteren Haruhi Suzumiya, Yuki Nagato, Mikuru Asahina, Emiri Kimidori, Itsuki Koizumi, Tsuruya, Kyons Schwester, Ryoko Asakura und Kyon auf dem Markt, die alle eine Solo-Version des Liedes mit einem auf dem Charakter zugeschnittenen Liedtext enthält.

## Nutzung im AnimeDie Melancholie der Haruhi Suzumiya
Hare Hare Yukai ist in der Abspannsequenz der Anime-Fernsehserie Die Melancholie der Haruhi Suzumiya zu hören. Der Videoausschnitt zeigt die Protagonisten beim Tanzen. Die Choreografie aus dieser Videosequenz wurde auf nationaler Ebene und in Anime-Fankreisen als „Haruhi-Tanz“ bekannt. Yutaka Yamamoto fungierte als Regisseur der Abspannsequenz und entwarf das Storyboard. Yamamoto erklärte, dass er von der im Jahr 2002 veröffentlichten OVA Haré+Guu Deluxe bei der Erarbeitung der Videosequenz habe inspirieren lassen. In den Abspannsequenzen der Reihe kommt ebenfalls eine Tanzchoreografie vor. Der japanische Anthropologe Ryōtarō Mihara beobachtete in der animierten Tanzszene, dass diese teilweise durch die Tanzroutine der Girlgroup Berryz Kobo inspiriert wurde. Shoko Ikeda, die ebenfalls an der Entstehung der Abspannsequenz beteiligt war, gab an selbst keine Tanzerfahrung gehabt und „die Pforten der Höllen“ gesehen zu haben, wenn nur das Wort Tanz erwähnt wurde. Ihre größte Herausforderung, so Ikeda, war es Musikvideos von Idols als Referenz anzusehen.
Am 16. September 2006 gab Kyoto Animation bekannt, Yamamotos komplettes Storyboard für die Choreografie aufgrund der gestiegenen Nachfrage zu einem späteren Zeitpunkt zu veröffentlichen. Die Synchronsprecherinnen Aya Hirano, Minori Chihara und Yukō Gotō performten die komplette Tanzchoreografie im Jahr 2006 bei einem Auftritt im Rahmen des Animelo Summer Live. Ein animiertes Musikvideo des kompletten Liedes, das die Tanzchoreografie zeigt, wurde als Bonusmaterial auf der siebten DVD-Veröffentlichung der Animeserie hinzugefügt. Diese erschien am 26. Januar 2007 auf dem japanischen Markt.

## Rezeption und kommerzieller Erfolg
Die CD-Single, die am 10. Mai 2006 veröffentlicht wurde, war in den Geschäften in Akihabara bereits nach einem Tag ausverkauft. Nach einer Woche vermeldete das Medienunternehmen Oricon, dass die Single knapp 35,000 Tonträger absetzen konnte, womit es auf Platz fünf der heimischen Singlecharts einsteigen konnte. Insgesamt verblieb die Single 92 Wochen lang in den heimischen Musikcharts vertreten.
Knapp zwei Monate nach der Veröffentlichung erhielt die Single von der Recording Industry Association of Japan (RIAJ) eine Goldene Schallplatte für 100.000 zertifizierte Tonträgerverkäufe. Im Mai 2017, zehn Jahre nach der Erstveröffentlichung, wurde Hare Hare Yukai für die gleiche Zahl digitaler Verkäufe in Japan ebenfalls mit Gold ausgezeichnet.
Im Zuge der elften Animation Kōbe Awards, wurde Hare Hare Yukai als bestes Titellied ausgezeichnet. Während der Anime Expo 2008 bedachte die Society for the Promotion of Japanese Animation das Lied mit einer Auszeichnung als bester Original Song. Zudem wurde das Werk bei der Erstverleihung der Anisong Awards mit dem Publikumspreis bedacht.

## Kultureller Einfluss
Das Lied erregte aufgrund des in der Abspannsequenz der Animeserie gezeigten Tanzes öffentliche Aufmerksamkeit. Dieser in der Szene gezeigte Tanz wurde von Fans der Serie nachgeahmt. Diese Fans starteten Kampagnen in und um Akihabara mit dem Ziel, das Lied auf Platz eins der heimischen Oricon-Singlecharts zu platzieren. Dem Lied wird attestiert das Cover-Dance-Videoformat – auch bekannt als 踊ってみた odottemita – begründet zu haben, nachdem immer mehr Personen den Tanz nachmachten und Videos davon auf der Videoplattform Nico Nico Douga hochluden. Von dort aus sprang der Trend schließlich auf YouTube und anderen Plattformen über. Auch wurde Hare Hare Yukai neben  dem Lied Eternal Blaze von Nana Mizuki zugeschrieben, für den Synchronsprecher-Boom der 2000er-Jahre verantwortlich zu sein. So gab die Synchronsprecherin und J-Pop-Sängerin Yū Serizawa in einem Radioprogramm an, dass das Lied Hare Hare Yuki ihr Leben maßgeblich beeinflusst und ihr Interesse am Synchronsprechen geweckt habe. Im Jahr 2007 performte ein Flashmob Hare Hare Yukai, wobei die Polizei diesen etwas später auflöste.
Im Zuge der COVID-19-Pandemie in Japan postete Aya Hirano ein Video, dass sie beim Tanzen der Choreografie zeigt und animierte andere, es ihr gleichzutun. Unter dem Hashtag #お家で全力ハレ晴レユカイ entstanden weitere Videos, darunter auch von den Synchronsprecherkollegen Tomokazu Sugita und Minoru Shiraishi. Aufgrund dessen schaffte das Lied in der Woche des 29. April 2020 auf Platz sechs der Billboard Japan Hot Animation.
Das Stück wurde in verschiedenen Musikvideospielen genutzt, wie etwa in Taiko no Tatsujin, Groove Coaster, Chunithm, Sound Voltex, D4DJ Groovy Mix, BanG Dream! Girls Band Party! und The Idolmaster.
Hare Hare Yukai wurde in der 2007 ausgestrahlten Animeserie Lucky Star referenziert. Lucky Star entstand wie Die Melancholie der Haruhi Suzumiya bei Kyoto Animation und Hirano hatte ebenfalls eine Sprechrolle. Die Vorspannsequenz von Lucky Star, die musikalisch mit dem Lied Motteke! Sailor Fuku unterlegt ist, wurde ähnlich wie Hare Hare Yukai kreiert und vermarktet, um einen ähnlichen Erfolg zu erzielen.